# Morrillito
Morrillito, auch Isla Morrillito, ist eine sehr kleine unbewohnte Insel von Puerto Rico im Karibischen Meer.

## Geographie
Die vegetationslose Insel mit einer Höhe von 10 m liegt etwa zehn Kilometer vor der Südküste der Hauptinsel Puerto Rico, kaum 200 m vor der Südwestspitze der Insel Caja de Muertos. 

## Verwaltung
Morrillito gehört ebenso wie die Nachbarinsel Caja de Muertos zur puerto-ricanischen Gemeinde Ponce.